# Cañada Morteros
Cañada Morteros (o Cañada de los Morteros, también llamada popularmente Los Morteros) es una localidad y pedanía española perteneciente al municipio de Cuevas del Campo, en la provincia de Granada, comunidad autónoma de Andalucía. Está situada en la parte septentrional de la comarca de Baza. A tan sólo 800 metros del límite con la provincia de Jaén, cerca de esta localidad se encuentran los núcleos de La Colonia, Pozo Alcón y Fontanar.